# Teorijska planetologija
Teorijska planetologija, poznata i kao teorijska planetarna znanost, grana je planetarnih znanosti koja se razvila u 20. stoljeću.

## Rad
Teorijski planetolozi, poznati i kao teorijski planetarni znanstvenici, koriste tehnike modeliranja kako bi razvili razumijevanje unutarnje strukture planeta tako što stvaraju pretpostavke o njihovom kemijskom sastavu i stanju njihovih materijala, a zatim izračunavaju radijalnu raspodjelu različitih svojstava kao što su temperatura, tlak ili gustoću materijala u unutrašnjosti planeta.
Teorijski planetolozi također koriste numeričke modele kako bi shvatili kako se planeti Sunčevog sustava stvaraju i razvijaju u budućnosti, njihova toplinska evolucija, njihova tektonika, kako se formiraju magnetska polja u planetarnim unutrašnjostima, kako djeluju konvekcijski procesi u jezgrama i plaštima zemaljskih planeta i u unutrašnjosti plinskih divova, kako se njihove litosfere deformišu, orbitalna dinamika planetarnih satelita, kako se prašina i led prenose na površini nekih planeta (poput Marsa ) i kako se odvija cirkulacija atmosfere preko planeta.
Teoretski planetolozi mogu koristiti laboratorijske eksperimente za razumijevanje različitih fenomena analognih planetarnim procesima, poput konvekcije u rotirajućim tekućinama.
Teoretski planetolozi široko koriste osnovnu fiziku, posebno dinamiku fluida i fiziku kondenziranih tvari, a velik dio njihovog rada uključuje interpretaciju podataka vraćenih u svemirske misije, iako se rijetko aktivno uključuju u njih.  

## Obrazovni zahtjevi
Tipični teorijski planetolog će morati imati visoko obrazovanje iz fizike i teorijske fizike, te doktorat.

## Znanstvena vizualizacija
Zbog korištenja znanstvene vizualizacijske animacije, teorijska planetologija ima odnos s računalnom grafikom. Primjeri filmova koji pokazuju ovaj odnos su 4-minutni film " Podrijetlo mjeseca "

## Glavni uspjesi
Jedan od glavnih uspjeha teorijske planetologije je predviđanje i naknadna potvrda vulkanizma na Iji.
Predviđanje je napravio Stanton J. Peale koji je napisao znanstveni rad tvrdeći da Ija mora biti vulkanski aktivna koji je objavljen tjedan dana prije nego što je Voyager 1 prošao pored Jupitera. Kad je Voyager 1 1979. fotografirao Iju, njegova teorija je potvrđena. Kasnije fotografije Ije svemirskim teleskopom Hubble i sa Zemlje također su pokazale vulkane na Ijinoj površini, a detaljno ih je proučavao i fotografirao orbiter Galileo od 1995. do 2003. godine. 

## Kritika
D.C. Tozer sa Sveučilišta Newcastle upon Tyne, pišući 1974., izrazio je mišljenje da bi se "moglo i bit će rečeno da je teorijska planetarna znanost gubljenje vremena" dok se ne riješe problemi vezani za "uzorkovanje i skaliranje", čak iako se ovi problemi ne mogu riješiti jednostavnim prikupljanjem daljnjih laboratorijskih podataka.

## Istraživači
Istraživači koji rade na teorijskoj planetologiji uključuju: 
- David J. Stevenson
- Jonathan Lunine (profesor teorijske planetologije i fizike na Sveučilištu u Arizoni i znanstvenik na misiji Cassini, specijaliziran za Titan)[9][10]